# جوني لوكاس (لاعب كرة قدم)
جوني لوكاس هو لاعب كرة قدم برازيلي، ولد في 21 فبراير 2000 في كوريتيبا في البرازيل. لعب مع نادي بارانا.

## وصلات خارجية
- جوني لوكاس على موقع قاعدة بيانات كرة القدم.إي يو (الإنجليزية)
- جوني لوكاس على موقع Soccerway.com (الإنجليزية)